# Maks Velo
Maks Velo (* 31. August 1935 in Paris; † 7. Mai 2020 in Tirana) war ein albanischer Maler, Architekt und Schriftsteller. Er entwarf mehrere bekannte Gebäude in Tirana. Aufgrund seines unkonventionellen Auftretens und seiner modernen Kunst war er unter dem kommunistischen Regime lange Zeit inhaftiert. Nach der politischen Wende war Velo einer der Intellektuellen und früheren politischen Gefangenen, die das Gewissen der albanischen Nation repräsentierten.

## Kindheit und Bildung
Sein Vater Sotir Velo hatte ein Medizinstudium in Athen abgeschlossen und arbeitete in Frankreich. Seine Mutter Ani Poro war die Tochter albanischer Immigranten aus dem Dorf Dardha in der Nähe von Korça und hatte die amerikanische Staatsbürgerschaft. Nach seiner Geburt zog die Familie zurück nach Albanien. Velo wuchs in Korça auf, wo er die ersten zwei Jahre seiner Gymnasialzeit auf dem Raqi-Qirinxhi-Gymnasium verbrachte. Während dieser Zeit war er auch Schüler beim berühmten Maler Vangjush Mio. Da Velo aus einer Akademikerfamilie kam, lernte er Klavierspielen und verschiedene Fremdsprachen. In den 1950ern zog er mit seiner Familie in die Hauptstadt Tirana, wo er für die restlichen zwei Jahre seiner Gymnasialzeit das Qemal-Stafa-Gymnasium besuchte und 1952 seinen Abschluss machte.
Schon von klein auf wünschte sich Velo, Architekt zu werden. Nach seinem Abitur studierte er deshalb Bauingenieurwesen am Polytechnischen Institut der Universität Tirana, wo er 1957 seinen Abschluss erwarb. Nach dem Studium arbeitete Velo als Architekt für das Projektbüro des Exekutivkomitees der Hauptstadt. Von 1960 bis 1973 entwarf er unter anderem Häuser, Hotels, Schulen, Kinos und Parks in Tirana. Schon während seines Studiums und auch später befasste sich Velo mit verschiedenen Kunstepochen. Diese Leidenschaft führte ihn auch zu Kunstwerken, die seit Jahrhunderten von anonymen Künstlern erschaffen worden waren wie die Figur Skanderbegs, Masken, Grabsteine, bemalte Wachsfiguren, Metalltürklopfer, die Figur des doppelköpfigen Adlers oder gravierte Hirtenfiguren.
Währenddessen wurden auch Bilder und Zeichnungen von ihm in Ausstellungen in Durrës (1958) und Tirana (1959 und 1961) gezeigt. Von 1960 bis 1972 nahm Velo an albanischen Kunstausstellungen in Moskau und Bukarest teil. Außerdem beteiligte er sich an Ausstellungen mit Künstlern der Akademien des Ostens und dem Nationalen Wettbewerb Bildender Künste. 1969 wurde er Mitglied des Albanischen Bunds der Schriftsteller und Künstler (Lidhja e Shkrimtarëve dhe Artistëve të Shqipërisë) und hielt von 1970 bis 1973 Vorlesungen an der Hochschule für Künste in Tirana.

## Verhaftung und Haft
Auch wenn er schon früher von vielen Künstlern und Akademikern kritisch beobachtet wurde, wurde erst 1973 öffentliche Kritik an seinem Schaffen geäußert von Mitgliedern sowohl der vierten Vollversammlung des Albanischen Bunds der Schriftsteller und Künstler als auch der Parteikonferenz für Kunst und Literatur. Vorgeworfen wurde Velo die ausländischen Einflüsse in seinen Werken. Als Folge musste Velo im September 1973 in das 15 Kilometer von Tirana entfernte Dorf Ndroq umziehen, wo er bis zu seiner Verhaftung im Jahre 1978 wohnte. Dieses interne Exil war eine häufige Verurteilungsmaßnahme des kommunistischen Staates von Enver Hoxha. 1975 wurde er auf dem Nationalen Treffen der Architektur erneut öffentlich kritisiert. Auch hier wurden die starken Einflüsse und Tendenzen der europäischen Moderne beziehungsweise Postmoderne in seinen Arbeiten verurteilt. Er wurde als dekadent deklariert und galt somit als Feind der Partei der Arbeit Albaniens (Partia e Punës e Shqipërisë) und des albanischen Staates.
Am 14. Oktober 1978 wurde Velo verhaftet und nach sechs Monaten Untersuchungshaft mithilfe des Gummiparagraphen „Agitation und Propaganda“ zu zehn Jahren Gefängnis und harter Arbeit im berüchtigten Lager von Spaç verurteilt. Während seiner Haft wurden 246 seiner Werke verbrannt. Seine Erlebnisse verarbeitete er später in seiner Malerei sowie unter anderem in den Prosawerken „Der Gefängnismantel“ (Palltoja e Burgut), „Der Gefängnissack“ (Thesi i Burgut) oder „Die Geschichte eines Stück Steins“ (Historia e Një Copë Guri). Velo wurde 1986 Amnestie gewährt, so dass er zwei Jahre vor Ende seiner Haft entlassen wurde. Von 1966 bis 1986 wurde er sechsmal aufgefordert, Mitarbeiter des Staatssicherheitsdienstes zu werden. Er lehnte dies stets ab und wurde deswegen zu niederer Arbeitstätigkeit nach der Haft gezwungen.

## Leben nach der Entlassung
Nach seiner Haft zog er wieder nach Tirana, wo er von 1986 bis 1991 einfacher Arbeiter in einer Schleifsteinanlage war. 1991 wurde er vom Hohen Gericht Albaniens für unschuldig erklärt. Velo bekam den Status eines politischen Gefangenen und 1992 die US-amerikanische Staatsbürgerschaft. 1992 wurde Velo vom französischen Außenministerium und Kultusministerium an das Efemere-Kunstzentrum in Paris eingeladen. Von 1992 bis 1996 nahm er an mehreren Konferenzen über Menschenrechte in Polen, Slowenien, Griechenland, Kosovo, Mazedonien und Frankreich teil.
2018 veröffentlicht Velo die Namen seiner Freunde und Mitkünstler, die für seine Haft in den 1970er Jahren verantwortlich waren, indem er Dokumente der ehemaligen Staatssicherheit als Beweise benutzte. Obwohl Velo von mehreren Künstlern und Schriftstellern sprach, unter anderem von Dritëro Agolli und Kujtim Buza, stand Llambi Blido als Hauptschuldiger für Velos Verhaftung im Vordergrund. Velo sagte aus, dass Blido ihn ausspioniert habe und wahrscheinlich auch mehrere andere Personen, da ihm explizit untersagt worden sei, seinen Namen während des Prozesses zu erwähnen. In einem Interview merkte Velo an, dass in keinem anderen Land auf der Welt Künstler sich so gegen ihresgleichen verhalten würden. Der Kommunismus, sagte Velo, sei wie eine Dampflokomotive, die nicht durch Kohle, sondern durch Feinde angefeuert werde. Sobald die Feinde ausgingen, funktioniere der Kommunismus nicht mehr, genauso wie die Lokomotive ohne Kohle stehenbleibt.
Maks Velo starb am 7. Mai 2020 in Tirana im Alter von 84 Jahren.

## Werk

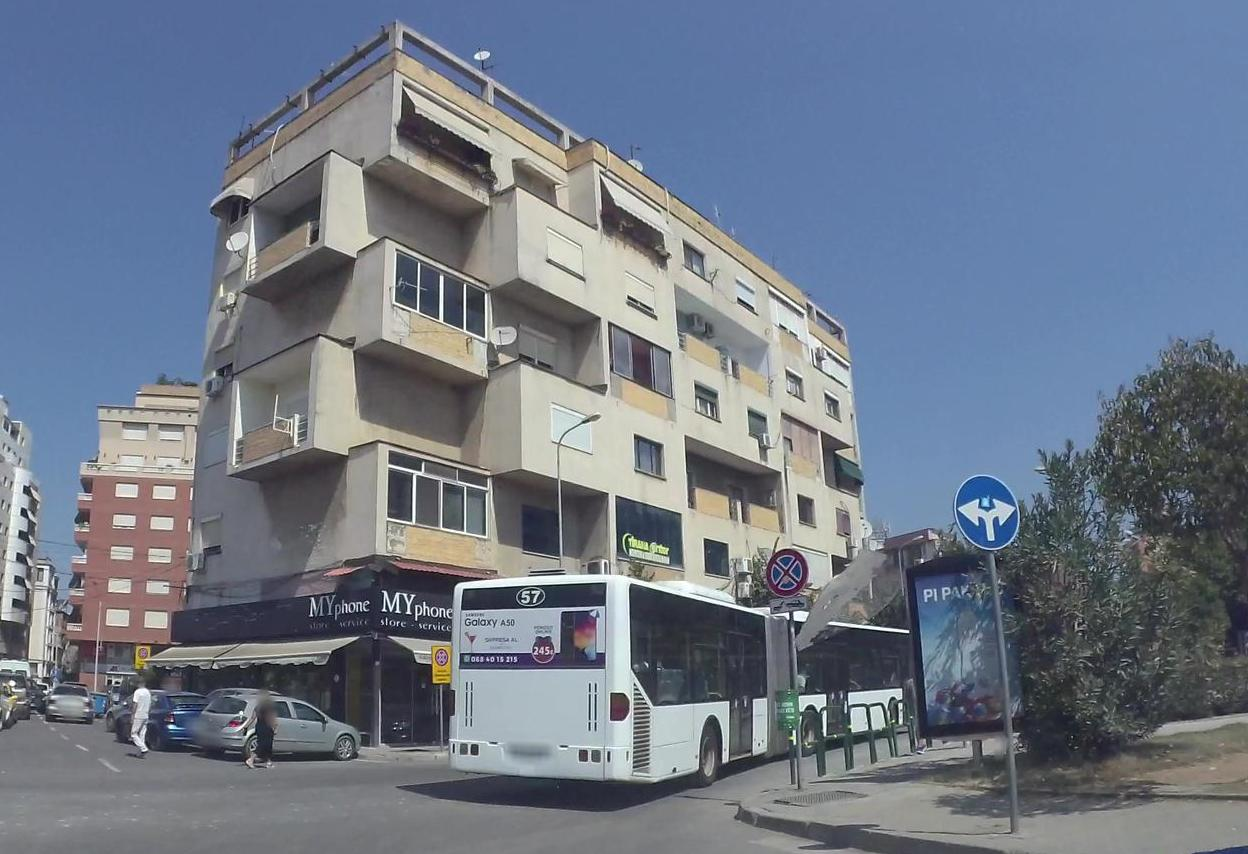
Hochhaus in der Dibra-Straße in Tirana, Gebäude geplant von Maks Velo

Velos Kunstwerke können in zwei Schaffensperioden aufgeteilt werden: Die erste Periode begann während seiner Jugend und dauerte bis zum Jahr 1978, als per Gerichtsentscheid von der Polizei 468 seiner Kunstwerke beschlagnahmt wurden. Die zweite Periode setzte in den 1990er Jahren ein. Aufgrund der Vernichtung seiner Werke ist wenig über seine erste Schaffensperiode bekannt, die zu jener Zeit als dekadent und zu stark vom Westen beeinflusst galt. Es waren auch diese Werke, die als Hauptanklage für Velos zehnjährige Gefängnisstrafe verwendet wurden.
Aus dieser Sammlung wurden nur 35 Werke heimlich nach Paris verschickt und erst nach der politischen Wende an Velo zurückgegeben. Mehr Wissen über diese Periode kann man von Velos Zeichnungen erlangen, die in der periodisch erschienenen Zeitschrift „Shqipëria e Re“ (Das Neue Albanien) abgedruckt wurden. Diese Zeichnungen werden wegen der vielseitigen Aufstellung und Stilisierung der Figuren, der ungewöhnlichen Komposition und ihrer Abkehr vom Sozialistischen Realismus geschätzt. Sie waren die modernsten Zeichnungen, die in Albanien zu jener Zeit veröffentlicht wurden.
Während seiner zweiten Schaffensperiode hatte Velo mehrere Malzyklen wie „Die Holzfäller“ (Druvarët), „Die Laben“ (Lebërit), „Folk-Instrumentalisten“ (Instrumentistë Popullorë), „Der Mensch“ (Njeriu) und „Der Träger“ (Trau), die in einem Zeitraum von 17 Jahren realisiert wurden und in mehr als 40 Einzelausstellungen im In- und Ausland ausgestellt wurden. Von 1994 bis 2008 hielt Velo an mehreren Institutionen Vorträge, wie in der Katherine of Nash Gallery in Minneapolis, in der Galeria Kombëtare e Arteve in Tirana, bei SMILE in Paris, in der Galerie Enzo Pulli in Drôme (Frankreich), in Poznan, Zielona Góra und Toruń (Polen), in Ithaca in New York, in Sankt Petersburg und an der Universität La Sapienza in Rom. Velos Kunst besteht vor allem darin, seine Figuren kunstvoll zu stilisieren und zu magischen, dekorativen Elementen zu transformieren.

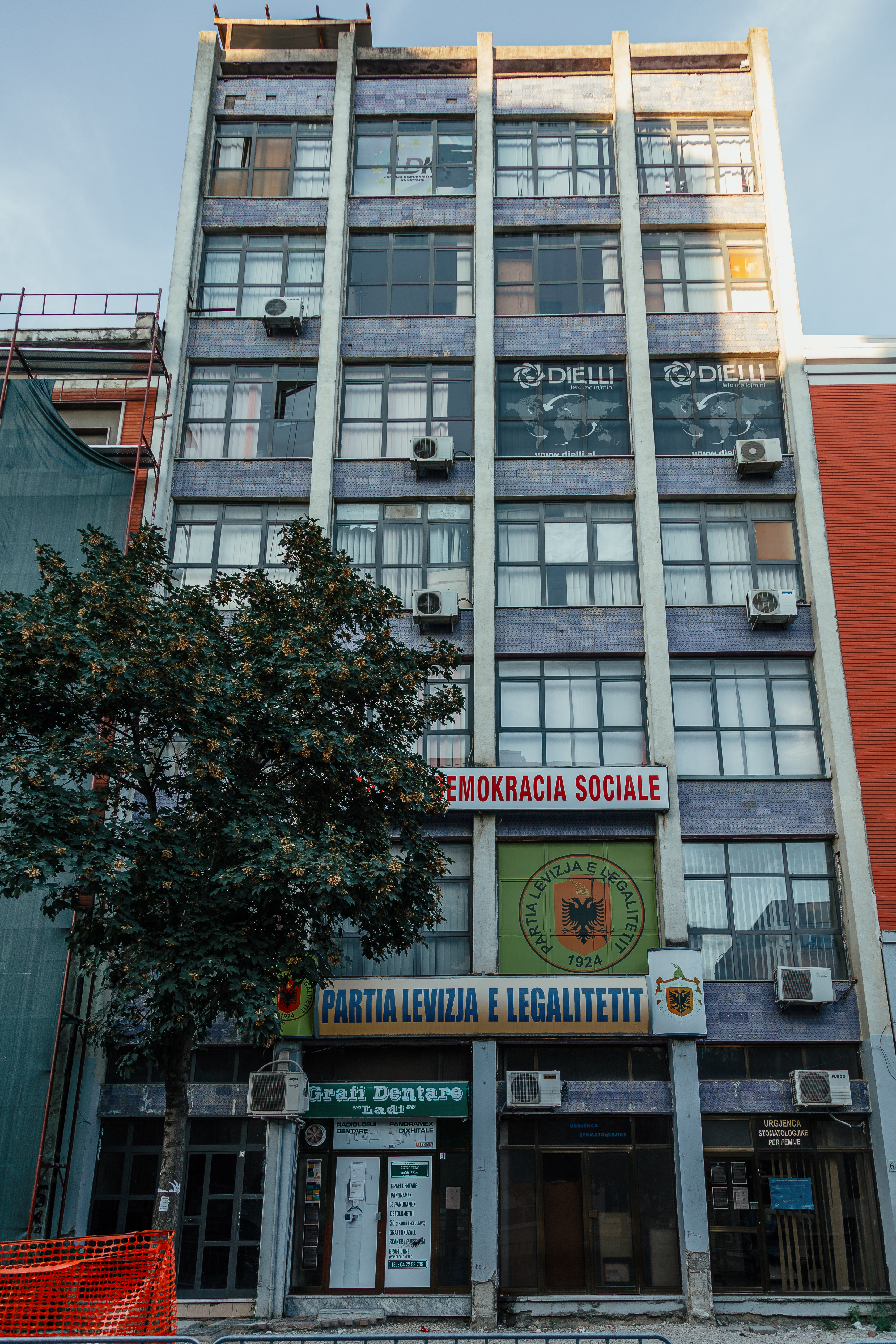
Gebäude der Agjencia Telegrafike Shqiptare

Zu seinem architektonischen Vermächtnis gehören mehrere Gebäude in Tirana wie das ehemalige Kino Pallati i Pionierve (Palast der Pioniere), die ehemalige Agjencia Telegrafike Shqiptare auf dem heutigen Zogu-Boulevard, das Hotel Arbana (heute die Generalpolizeidirektion), das Kino Lapraka, die Fremdsprachenschule „Asim Vokshi“, die Emin-Duraku-Schule sowie das Hochhaus in der Dibra-Straße, in dem der Schriftsteller Ismail Kadare bis 1990 lebte. Zu den öffentlichen Gebäuden zählen auch einige Industrieanlagen wie die Streichholzfabrik in Tirana, die mechanischen Anlagen in Peshkopia und Kukës und das Institut für Geographie an der Universität Tirana. Velo veröffentlichte von 1992 bis 2005 elf wissenschaftliche Aufsätze in der Zeitschrift „Monumentet“ (Denkmäler) über Volkskunst (zum Beispiel über die Gravuren an albanischen Wohnhäusern, die Figur von Skanderbeg, den Vogel und die Schlange, Masken und Grabsteine).
Von 1991 bis 2004 hatte Velo 38 Ausstellungen in Albanien, Frankreich, Polen und den USA und nahm an einigen Gruppenausstellungen in Griechenland, Italien, Frankreich, Tunesien und den USA teil. Als Künstler und Schriftsteller hat Velo zwischen 1973 und 2018 rund 20 Alben und Bücher mit Zeichnungen, Geschichten, Novellen, Gedichten und Aufsätzen veröffentlicht. Die Nationalgalerie der Künste in Tirana besitzt elf Werke Velos aus den Jahren 1958 bis 1971. Im Jahr 2015 wurde Velo in die Galerie eingeladen, um die Ausstellung seiner Retrospektive zu eröffnen. Velo schenkte dem Museum 54 Werke der Jahre 1960 bis 2015.

## Veröffentlichungen
- Vizatime mbi arkitekturën shqiptare („Zeichnungen zur albanischen Architektur“), Tirana, 1995.
- Kokëqethja („Das Scheren des Kopfes“), Tirana, 1995.
- Palltoja e burgut („Der Gefängnismantel“), Tirana, 1995.
- Thesi i burgut („Der Gefängnissack“), Tirana, 1996.
- Jeta ime në figura („Mein Leben in Bildern“), Tirana, 1996.
- Kohë Antishenjë („Die Zeit des Antisymbols“), Tirana, 2000.
- Nënë Tereza („Mutter Teresa“), Tirana, 2004.
- Spaçi, Tirana, 2010.
- Hetimi („Die Ermittlung“), Tirana, 2010.
- Grafika e realizmit socialist në Shqipëri („Die Grafik des sozialistischen Realismus in Albanien“), Tirana, 2014.
- Klubi Karavasta („Die Karavasta-Bar“), Tirana, 2016.
- Përkthyesi („Der Übersetzer“), Tirana, 2018.

auf Deutsch:
- Antikommunistische Einsamkeit. In: Florian Kienzle: Ein Nehmen und Geben. Die Geschlechter in der albanischen Literatur. Wiesbaden: Harrassowitz, 2020, ISBN 978-3-447-11434-9
- Das letzte Blatt. In: Am Erker. Nr. 79, Münster 2020.